# 飘拂草粒核黑粉菌
飘拂草粒核黑粉菌（学名：Cintractia fimbristylis-miliaceae）是属于黑粉菌目黑粉菌科核黑粉菌属的一种真菌，寄生在飘拂草属植物上。该种分布于中国等地。